# Raoul Gehringer
Raoul Gehringer (* 18. August 1971 in Wien; † 20. März 2018) war ein österreichischer Komponist und Chorleiter.
Seine musikalische Ausbildung erhielt Raoul Gehringer bei den Wiener Sängerknaben. Anschließend studierte er Musik, Pädagogik, Mathematik und Geschichte an der Universität für Musik und darstellende Kunst Wien und an der Universität Wien.

## Tätigkeit
Seit Oktober 1997 war Gehringer für die Gehörschulung der Wiener Sängerknaben verantwortlich.
Von 1997 bis 2000 leitete er den Chorus Viennensis, einen Chor für ehemalige Sängerknaben. Es folgten mehrere CD-Aufnahmen. Raoul Gehringer wurde 2000 Kapellmeister des „Mozart-Chors“ der Wiener Sängerknaben. Im Jahr 2004 wurde die von ihm komponierte Kinderoper Moby Dick im Wiener Musikverein aufgeführt. Moby Dick steht auch heuer wieder am Spielplan des neu eröffneten Konzertsaals der Wiener Sängerknaben „MuTh“. Im Jahr 2010 übernahm Raoul Gehringer die Leitung des Chorus Juventus.

## Wissenschaftliche Arbeit
2014 promovierte Raoul Gehringer mit der Doktorarbeit Die späten Messen von Joseph Haydn in Musikwissenschaft.

## Amyotrophe Lateralsklerose
Seit 2011 war Raoul Gehringer an Amyotrophe Lateralsklerose (ALS) erkrankt.